# Radek Micopulos
Radek Micopulos (* 12. května 1987 Dvůr Králové nad Labem) je konstruktér hlavolamů, designér a znalec hlavolamu ježek v kleci.

## Život
Radek Micopulos vystudoval Střední průmyslovou školu Trutnov v oborech nástrojař a podnikání (2002–2007). Od roku 2010 do roku 2015 pracoval ve dvou strojírenských firmách, kde získal mnoho dalších zkušeností se strojírenskou výrobou.
Od roku 2005 oživuje Ježka v kleci i jeho zapomenuté varianty, jako např. Ježivala v kleci. V roce 2012 vynalezl nový typ Ježka GEN, s nímž získal cenu Hlavolam roku. Je autorem Ježků s ložisky Bearing, AXIS a Ježka ORIGINAL, který je doposud nejvěrohodnější podobou tohoto známého hlavolamu. Autor stále rozšiřuje historii hlavolamu a vypátral také samotného předchůdce našeho Ježka z USA z 19. století.
Radek Micopulos navrhuje tradiční i moderní ježky v kleci, které dále rozvíjejí princip i design tohoto hlavolamu. Od roku 2018 navrhuje další nevšední hlavolamy jako např. HEXAHOG. Ten kombinuje dva typy hlavolamů. Klec HEXA s principem vyjímatelného hlavolamu a klec HEXXA – trojrozměrné skládací puzzle. Dalším je Ježek v kleci EPIC, který má velmi netradičně “otevřený” tvar tří rozšiřujících se spirál a ježka s kuličkou kapkovitého tvaru. V roce 2020 vymyslel hlavolam NEMO – více úkolový hlavolam, který vyžaduje k dalšímu postupu i využití internetu a hledání skrytých indicií.
Ve sbírce má přibližně 180 kusů různých Ježků v kleci.
Od začátku roku 2017 budoval s kreslířem Rychlých šípů Milanem Teslevičem muzeum Jaroslava Foglara na hradě Ledeč nad Sázavou. Nachází se zde sbírka Ježků v kleci v originální vitríně, kterou zkonstruoval a vyrobil a je s nadsázkou i největším kdy vyrobeným Ježkem v kleci. Je vysoká 2,4 m, má podstavu šestihranu o šířce 70 cm a světlo uvnitř tvoří samotného ježka s ostny.
V roce 2021 vyrobil Ježka v kleci dle nové ilustrace hlavolamu ze Stínadelské trilogie. Ve spolupráci s malířem Jiřím Grusem zhmotnil tento model přesně dle jeho kreseb. Historicky se jedná o první spolupráci současného ilustrátora a novodobého designéra tohoto hlavolamu.
Pro České předsednictví v EU pro rok 2022 navrhl Ježka v kleci v barvách české trikolóry s heraldickým znázorněním Českého lva a s nápisem Czech republic. V minulosti už zrealizoval výrobu různě upravených Ježků v kleci. Například zelenobílý model pro automobilku ŠKODA AUTO, svítivě žluté kuličky (jako tenisový míček) v bílé kleci pro finále FedCup (2014) a DavisCup (2015).
Na konci roku 2022 vznikl nový hlavolam Ježek v kleci MYSTIC inspirovaný nejstarším známým Ježkem v kleci z 19. století. Tento Ježek ukrývá v rozšroubovatelné kuličce jedinečné tajemství, jak ve skutečnosti tento legendární hlavolam vzniknul.

## Zahraniční spolupráce
Od roku 2022 navázal Radek Micopulos spolupráci i se zahraničními autory. Jedním je James Stanley z Velké Británie a dalším Douglas Menzies z Nového Zélandu s nímž vytvořil projekt typů hlavolamů pojmenovaných Demonticon.

## Modely hlavolamů
- 2009 – Ježek v kleci KLASIK
- 2010 – JEŽIVAL v kleci '66
- 2012 – Ježek v kleci BEARING
- 2012 – Ježek v kleci GEN
- 2013 – Ježek v kleci ORIGINAL
- 2015 – JEŽIVAL v kleci
- 2016 – Ježek v kleci AXIS
- 2016 – Ježek v kleci CLASSIC
- 2017 – Ježek v kleci RETRO
- 2018 – Hlavolam HEXAHOG
- 2019 – Ježek v kleci EPIC
- 2019 – Ježek v kleci FANTOM
- 2020 – Hlavolam NEMO
- 2021 – Ježek v kleci GEN IN BLACK
- 2021 – Ježek v kleci ANTIQ
- 2021 – Ježek v kleci RIVAL
- 2021 – Ježek v kleci NOVEL
- 2021 – Ježek v kleci NOVEL rozšroubovatelný
- 2022 – Ježek v kleci PATRIOT – České předsednictví v EU 2022
- 2022 – Hlavolam AMULET – zahraniční spolupráce s James Stanley (GB)
- 2022 – Hlavolam ZIGGY – zahraniční spolupráce s Douglas Menzies (NZ)
- 2022 – Ježek v kleci MYSTIC
- 2023 – Ježek v kleci IDEAL
- 2023 – Hlavolam STELLA – zahraniční spolupráce s Douglas Menzies (NZ)
- 2023 – Hlavolam ZAK – zahraniční spolupráce s Douglas Menzies (NZ)
- 2023 – Ježek v kleci CLASSIC rozšroubovatelný
- 2024 – Hlavolam SCARLETT – zahraniční spolupráce s Douglas Menzies (NZ)
- 2024 – Ježek v kleci MAX
- 2024 – Hlavolam SHELLY – zahraniční spolupráce s Douglas Menzies (NZ)
- 2024 – Hlavolam ZODIAC – zahraniční spolupráce s Douglas Menzies (NZ)

## Další varianty
Kromě základních modelů vzniklo také mnoho dalších materiálových variant – různobarevně eloxovaný nebo komaxitovaný dural, ocel, nerez a mosaz.

## Výtvarná tvorba
Radek Micopulos se zabývá také designem a výtvarnou tvorbou pamětních předmětů. Od roku 2018 vytváří neoficiální poštovní známky v symbolických hodnotách jako 1 Ginkgo, 2 Ginkga, 3 Bratrstvo kočičí pracky, 5 Rychlé šípy, 7 Žlutý kvítek, 13 Bobříků. Ztvárnil také historicky první erb Stínadel v podobě raženého kovového štítku. Erb kolorovaný do černých siluet křivolakých uliček a žlutých symbolů Stínadel – překřížených žlutých špendlíků a žlutého květu. S tímto motivem byla vydána i pamětní medaile z "nového stříbra".

## Zakázková výroba
Návrhem a výrobou speciálních zakázek se Radek Micopulos zabývá již od roku 2017. Jedná se hlavně o atypické vitríny pro muzeum Jaroslava Foglara a jiné předměty.

## Články a rozhovory autora
- Milovaná česká hračka, která pomáhá překonat pandemii, Český Rozhlas – Radio Prague International
- Pan Ježek v kleci, Krkonošský, Náchodský, Jičínský deník
- O hlavolamech a Ježku v kleci, Rozhovor: Český rozhlas
- Ježek v kleci Made in USA, Týdeník DOTYK
- 120 let Ježka v kleci, Český rozhlas Plus
- Jak to bylo se slavným hlavolamem Ježek v kleci?, Rozhovor: Český rozhlas Hradec Králové
- Pravda o ježku z klece, Exkluzivně: Odhalili jsme záhadu hlavolamu, časopis EPOCHA č.15
- An Interview with Radek Micopulos Archivováno 31. 7. 2019 na Wayback Machine., zahraniční magazín The Metagrobologist
- Liga výjimečných, rozhovor
- Spousta ježků ve spoustě klecí, magazín ČILICHILI
- Sběratel a designér ježka v kleci, nejslavnějšího českého hlavolamu, magazín Trutnovinky
- Sbírat hlavolamy mu nestačilo, týdeník 5+2
- Host k tématu Ježek v kleci, TV NOVA